# Testour (délégation)
Testour est une délégation tunisienne dépendant du gouvernorat de Béja.
En 2014, elle compte 33 613 habitants dont 16 992 hommes et 16 621 femmes répartis dans 8 291 ménages et 9 384 logements.